# Benchmade
Benchmade Knife (Бенчмейд) — американская компания, производитель ножей. Компания была создана Робертой и Лесом де Асис в городе Орегон-Сити, Орегон, США.

## История
Benchmade была создана в 1988 году в Калифорнии как корпорация Pacific Cutlery. В 1990 г. компания переехала в Клакамас, Орегон (одна из причин — в этом штате достаточно либеральное законодательство по оружейной тематике). Первоначально основной продукцией Benchmade были ножи-бабочки, или балисонги, которые она до сих пор производит. Более того, Benchmade зарегистрировала «Бали-Сонг» как торговую марку. К октябрю 2004 года в компании работает около 150 человек. За время существования компания заметно расширила разнообразие выпускаемых ножей.

## Продукция

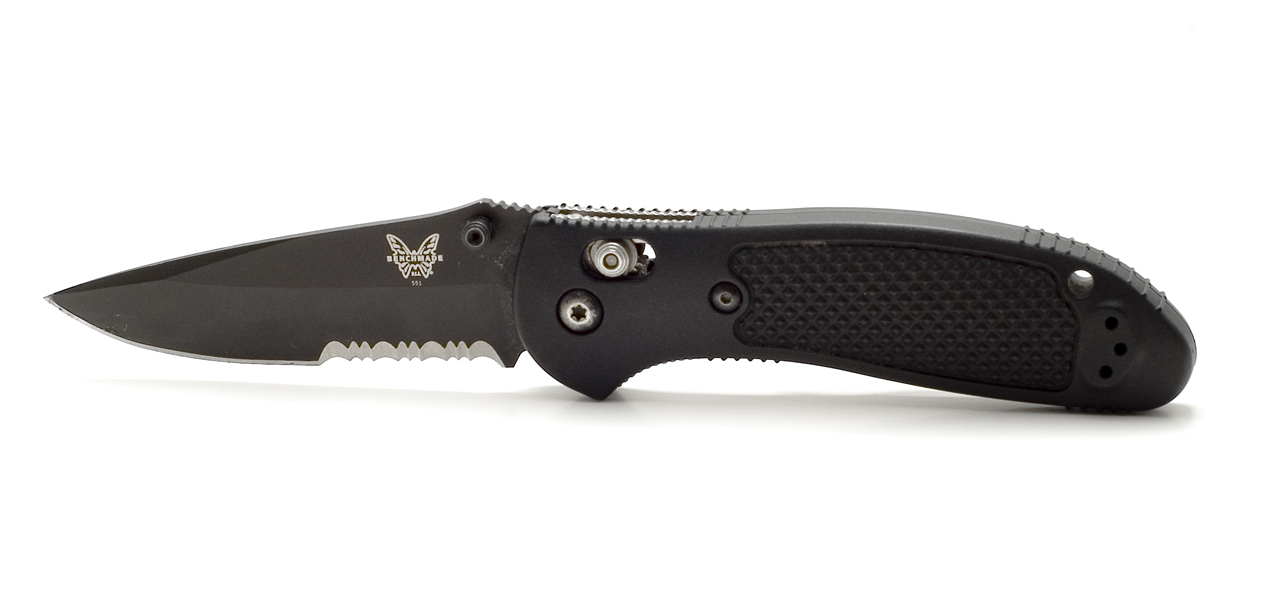
Нож Benchmade Griptilian 551SBK

Изделия Benchmade по характеру дизайна и материалов являются высококачественной продукцией на рынке ножей. Для многих моделей используются марки стали высшего сорта, такие как 154CM, D2 и CPM S30V. Benchmade — один из немногих производителей, который использует быстрорежущую сталь M4 для изготовления ножей.
Продукция компании подразделяется на три класса: Синий (ножи для ежедневного бытового использования), Черный (ножи для более серьезных нагрузок, а также с элементами тактического оружия) и Золотой (экслюзивные дорогие модели; часто — кастомные).

## В популярной культуре
Модель Benchmade Stryker можно увидеть в фильмах «Я легенда» и «Грабеж».